# Heqat
| S38 | q · t | U9 |

| S38 | q · t | U9 |

El heqat (ḥq3t) o hekat, fue la unidad de capacidad principal empleada en el Antiguo Egipto; equivalía a alrededor de 4,8 litros, en las medidas actuales. Sirvió para la medición, principalmente, del trigo y la cebada, dos alimentos fundamentales en la cultura egipcia.

## Descripción
Los múltiplos de esta unidad eran: 
- el doble heqat,

Fracciones de las diferentes partes del Ojo de Horus o Udyat, utilizado para anotar una fracción determinada de heqat.

- el ipet (ipt), equivalente a cuatro heqat,
- el jar (ẖ3r), o Khar, de 16 heqat durante la dinastía XVIII, y de 20 heqat en el papiro Rhind (datado c. 1650 a. C.).

Un jar era equivalente a 2/3 de codo egipcio cúbico.
| S38 | q · t | T14 | T14 | U9 |

| S38 | q · t | T14 | T14 | U9 |

| U9 · U9 |

| U9 · U9 |

| i | p · t | U9 |

| i | p · t | U9 |

| K4 | A | r · V19 |

| K4 | A | r · V19 |

Las medidas inferiores se representaban mediante fracciones, simbolizadas en el Ojo de Horus, siendo la más pequeña ro, valorado en 1/320 de heqat (15 cc).
Aunque para medir líquidos se empleaba el henu (hnw), equivalente a un décimo de heqat en el papiro Rhind.
| h · n | W24 | w | W23 |

| h · n | W24 | w | W23 |

También se emplearon otras unidades, de valor desconocido, tales como: 
- el des (ds), para la cerveza,
- el hebenet (hbnt), para el vino,
- el men (mn), para el aceite,
- y para el incienso los dos últimos (hbnt y mn).

| d · z | W22 |

| d · z | W22 |

| U13 | n · t | W22 |

| U13 | n · t | W22 |

| h | b | n · t · W22 |

| h | b | n · t · W22 |

| mn · n | Z9 · W22 |

| mn · n | Z9 · W22 |